# Clerc d'huissier de justice
Pour les articles homonymes, voir Clerc.
Le clerc d'huissier de justice est le principal collaborateur de l'huissier de justice.

## Rôle
C'est le clerc qui, suivant les directives de l'huissier de justice, assure :
- le suivi des dossiers d'exécution et de recouvrement ;
- la rédaction des actes et la préparation des actes à signifier.

Il peut procéder lui-même à la signification de la plupart des actes s'il bénéficie de l'assermentation, sous le contrôle et la responsabilité de l'huissier de justice.
Il peut également être habilité pour dresser des procès-verbaux de constat.

## Formation
La formation du clerc s'effectue auprès de l'École Nationale de Procédure, établissement paritaire privé (ENPEPP), disposant de plusieurs centres régionaux. La formation se fait en alternance entre l'étude de l'huissier de justice et l'école.
Enfin, il est possible à un clerc de préparer l'examen professionnel des huissiers de justice au bout de deux ans de stage dans une étude et après avoir accompli la formation dispensée par le Département Formation des Stagiaires, émanation de la Chambre Nationale des Huissiers de Justice.

## Hiérarchie
Il existe une hiérarchie des clercs qui ne bénéficient pas de la même formation. 
Le clerc aux procédures dispose d'une formation d'un an. Responsable des dossiers de recouvrement des créances, il est chargé de récupérer les sommes impayées. 
Le clerc significateur remet les actes et décisions de justice aux personnes concernées. S'il ne les trouve pas, il mène des enquêtes et peut aussi effectuer des recherches sur la solvabilité des débiteurs. 
Enfin, le clerc expert est considéré comme le bras droit de l'huissier. Il suit les dossiers complexes (hypothèques, procédures immobilières...) jusqu'à leur clôture. « Le choix de la procédure à mettre en œuvre lui revient, de même que la mise à jour des logiciels de rédaction d'actes. Il peut encadrer les clercs aux procédures et les clercs significateurs de l'étude ». 
Les clercs experts disposent d'une formation de deux ans.